# Liburnia parvula
Liburnia parvula är en insektsart som först beskrevs av Henry Fairfield Osborn 1926.  Liburnia parvula ingår i släktet Liburnia och familjen sporrstritar. Inga underarter finns listade i Catalogue of Life.